# Wahlkreis Tempelhof-Schöneberg 8
Der Berliner Abgeordnetenhauswahlkreis Tempelhof-Schöneberg 8 umfasste den südlichen Teil von Lichtenrade. Der Wahlkreis wurde zur Wahl 2016 aufgelöst, da dem Bezirk Tempelhof-Schöneberg nur noch sieben Wahlkreise zustanden.

## Abgeordnetenhauswahl 2011
Bei der Wahl zum Abgeordnetenhaus von Berlin 2011 traten folgende Kandidaten an:
| Direktkandidat   | Partei           | Anteil der Erststimmen | Anteil der Zweitstimmen |
| ---------------- | ---------------- | ---------------------- | ----------------------- |
| Nicolas Zimmer   | CDU              | 46,3 %                 | 41,3 %                  |
| Andrea Kühnemann | SPD              | 27,6 %                 | 24,4 %                  |
| Heinz Jirout     | Grüne            | 15,4 %                 | 15,0 %                  |
| ?                | pro Deutschland  | 03,8 %                 | 01,6 %                  |
| Heidi Kloor      | Die Linke        | 03,1 %                 | 02,9 %                  |
| Alexander Bering | FDP              | 02,4 %                 | 02,5 %                  |
| ?                | ddp              | 00,8 %                 | 00,2 %                  |
| ?                | BüSo             | 00,5 %                 | 00,2 %                  |
| –                | Piraten          | –                      | 06,1 %                  |
| –                | NPD              | –                      | 02,1 %                  |
| –                | Tierschutzpartei | –                      | 01,9 %                  |
| –                | Sonstige         | –                      | 01,8 %                  |

## Abgeordnetenhauswahl 2006
Bei der Wahl zum Abgeordnetenhaus von Berlin 2006 traten folgende Kandidaten an:
| Direktkandidat     | Partei    | Anteil der Erststimmen | Anteil der Zweitstimmen |
| ------------------ | --------- | ---------------------- | ----------------------- |
| Nicolas Zimmer     | CDU       | 43,7 %                 | 36,6 %                  |
| Andrea Kühnemann   | SPD       | 32,2 %                 | 28,5 %                  |
| Albert Weingartner | FDP       | 10,7 %                 | 11,9 %                  |
| Fritz Matschulat   | Grüne     | 07,6 %                 | 08,7 %                  |
| Heidi Kloor        | Die Linke | 02,4 %                 | 02,5 %                  |
| Sonstige           | Sonstige  | 03,5 %                 | 11,7 %                  |

## Frühere Wahlkreissieger
| Jahr | Name           | Partei | Anteil der Erststimmen |
| ---- | -------------- | ------ | ---------------------- |
| 2011 | Nicolas Zimmer | CDU    | 46,3 %                 |
| 2006 | Nicolas Zimmer | CDU    | 43,7 %                 |
| 2001 | Nicolas Zimmer | CDU    | 42,2 %                 |
| 1999 | Nicolas Zimmer | CDU    | 63,1 %                 |
| 1995 | Rudolf Franz   | CDU    | 57,3 %                 |
| 1990 | Rudolf Franz   | CDU    | 59,7 %                 |

Anmerkung: Die Wahlkreise werden für jede Abgeordnetenhauswahl neu eingeteilt. Die Vorgängerwahlkreise mit ähnlicher Abgrenzung waren bei der Wahl von 2001 der Wahlkreis Tempelhof-Schöneberg 7, bei der Wahl von 1999 der Wahlkreis Tempelhof 4, bei der Wahl von 1995 der Wahlkreis Tempelhof 5 und bei der Wahl von 1990 der Wahlkreis Tempelhof 7.